# 傅振邦 (1814年)
傅振邦（1814年—1883年），山東省萊州府昌邑縣（今山東省昌邑縣）人，清朝軍事將領、直隸提督、湖北提督，武進士出身。諡剛勇。

## 生平
道光十六年，登武進士，授三等侍衛。道光二十三年，任湖南長沙協中軍都司，署鎮筸鎮標中軍游擊。道光三十年，跟從平定新寧土匪李沅發，受槍傷，賜花翎，實授鎮筸鎮標中軍游擊。咸豐二年，率部赴援桂林。次年，跟從向榮追太平军抵江南，升任湖南撫標中軍參將。后因圍攻江寧功，賜號“綽克托巴圖魯”。咸豐四年，升任貴州定廣協副將，署江蘇徐州鎮總兵。當時高淳被捻軍攻破，其率領部隊進攻，再次恢復佔領。后又與鄧紹良攻克太平府，并在采石磯大敗敵軍。咸豐六年，捻軍首領張洛行、夏白、任乾圍困宿州，其率領部隊在夾溝、符離大敗捻軍，解除城圍。此後傅振邦再在瓦子口擊潰張洛行、與伊興額在永城鐵佛寺擊潰紀學中、王得六等，并擒拿紀學中，后授徐州鎮總兵。
恰逢同年六月，太平軍攻破江南大營，咸豐帝命其馳援，其與總兵明安泰、秦如虎攻破東壩，進攻溧水。咸豐七年攻破。此後又與張國樑攻克句容，加提督銜。咸豐八年，援軍寧國；同年四月，回軍徐州，命幫辦袁甲三軍務。當時捻軍在各地紛起，其在江北、安徽、河南等地連續作戰。咸豐九年，命代袁甲三督辦三省剿匪事，副都統伊興額擔任副職。之後命幫辦欽差大臣勝保軍，仍留督辦三省剿匪事。此後其攻破劉添福部隊并乘勝進攻澮南，后授雲南提督。同年六月，率部馳援定遠、宿州，并潰敗敵軍。咸豐十年，詔袁甲三代勝保為欽差大臣，傅振邦專任徐、宿剿匪事。此後兩路出兵，連戰連勝。后因傷發而請假回籍醫治。咸豐十一年，命督練民團防堵登、萊、青三府，專任團練。同治二年，僧格林沁調統前軍，其跟從進攻淄川、白蓮池，援軍蒙城。同治三年，在湖北隨州攻破捻軍張總愚。同治五年，西捻平定，補直隸提督。光緒六年，任湖北提督。光緒九年，因病回籍，不久去世，諡剛勇。